# Kupari, Croacia

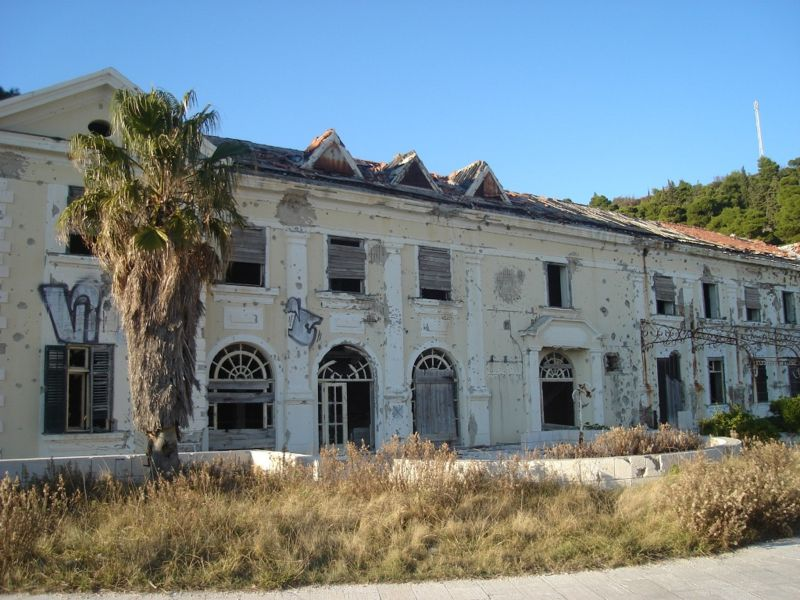
El Gran Hotel de Kupari

Kupari es un pueblo de Croacia, situado al sureste de Dubrovnik y que forma parte del municipio de Župa dubrovačka. Está conectado a través de la autopista D8.
En Kupari se encuentra el Complejo Turístico Kupari, un centro turístico militar en desuso.Dos empresarios checos compraron un terreno en Kupari, cuando era sólo una antigua fábrica de ladrillos después de la Primera Guerra Mundial. En 1921, los empresarios checoslovacos, junto con el Estado, fundaron el "Grandhotel Kupari", que iba a ser un spa marino en la bahía. Se completó en agosto de 1923 y contaba para entonces con 166 cuartos y 340 camas. El hotel tenía, además, un restaurante checo-francés, que podía atender a los 340 huéspedes del complejo a la vez. En su momento de apogeo fue el gran hotel más lujoso del sur de Dalmacia e iba a ser la base de la futura "Riviera Eslava". Tenía su propio invernadero, con flores ornamentales y con verduras que se utilizaban luego en la cocina, y allí veraneaba la flor y nata de la sociedad de la Primera República checoslovaca, así como también importantes funcionarios de otros gobiernos.
Después de la Segunda Guerra Mundial, el balneario fue tomado por el ejército yugoslavo y convertido en un centro de recuperación. Agregaron otros edificios, incluida una villa separada para Josip Broz Tito. Al final, se levantaron nueve hoteles más para los turistas y la capacidad total de alojamiento en la bahía aumentó a 4 500 huéspedes. Sin embargo, el sitio sufrió graves daños durante la Guerra de Independencia de Croacia y desde entonces ha estado abandonado. 
El 2 de marzo de 2024, el YouTuber estadounidense MrBeast (Jimmy Donaldson) publicó un vídeo en su canal, titulado "Sobreviví 7 días en una ciudad abandonada", donde él, junto con su grupo y Mark Rober, pasaron siete días en el pueblo. La mayor parte de la semana estuvieron en el antiguo Hotel Goricina.  

## Demografía
Según el censo de 2021, su población era de 950 habitantes.